# Kevin Pauwels
Kevin Pauwels, född den 12 april 1984 i Ekeren, är en belgisk tidigare tävlingscyklist som var professionell från 2004 til 2019 och som hade sina största framgångar i cykelcross, men också tävlade i mountainbike (dubbla belgiska mästerskapstitlar i XCO) och på landsväg (inga anmärkningsvärda resultat). I cykelcross märks främst två totalsegrar i UCI World Cup och en i Trofee veldrijden, vartill kan läggas tre andraplatser i både World Cup och i Superprestige, samt en i Trofee. Han har också tagit med sig fem bronsmedaljer från världsmästerskapen och en från europamästerskapen. Han rankades som världsetta i cykelcross efter säsongerna 2011/2012 och 2014/2015.
Pauwels avslutade sin karriär i februari 2019 på grund av bestående ryggproblem.

## Meriter – cykelcross
| 1999/2000 3:a vid Belgiska U17-mästerskapen 2000/2001 3:a vid Belgiska juniormästerskapen 2001/2002 Juniorvärldsmästare Belgisk juniormästare Vinnare av juniorklassen i Superprestige | 2003/2004 U23-världsmästare 3:a totalt i Trofee veldrijden U23 4:a vid Eurupamästerskapen U23 2004/2005 Vinnare totalt av Trofee veldrijden U23 3:a vid Belgiska U23-mästerskapen 6:a vid Världsmästerskapen (U23) 2005/2006 Vinnare av UCI World Cup (U23) 2:a vid Belgiska U23-mästerskapen 2:a totalt i Trofee veldrijden U23 |

### Elit
Världsmästerskapen och de belgiska mästerskapen avhölls i januari–mars, medan europamästerskapen (införda för herrar–U23 2003 och för herrar–elit 2015) avhölls i november. UCI World Cup, Superprestige och Trofee veldrijden består av deltävlingar och avgörs vintersäsongsvis. UCI:s världsranking anger Pauwels placering vid säsongens slut i mars (placeringar i junior- och U23-klasserna ger också poäng – det finns bara en herr-ranking).
| SäsongTävling         | 2002 2003 | 2003 2004 | 2004 2005 | 2005 2006 | 2006 2007 | 2007 2008 | 2008 2009 | 2009 2010 | 2010 2011 | 2011 2012 | 2012 2013 | 2013 2014 | 2014 2015 | 2015 2016 | 2016 2017 | 2017 2018 | 2018 2019 |
| --------------------- | --------- | --------- | --------- | --------- | --------- | --------- | --------- | --------- | --------- | --------- | --------- | --------- | --------- | --------- | --------- | --------- | --------- |
| Världsmästerskapen    | U23       | U23       | U23       | U23       | 5         | 11        | 6         | 25        |           |           | 12        |           | 4         |           |           | –         | –         |
| Europamästerskapen    | X         | U23       | U23       | U23       | X         | X         | X         | X         | X         | X         | X         | X         | X         |           | 6         | 10        | –         |
| Belgiska mästerskapen | U23       | U23       | U23       | U23       | –         | 8         |           | 10        |           | 10        |           | 8         | 5         | 7         |           | 8         | 8         |
| UCI World Cup         | U23       | U23       | X         | X         | X         | X         | 4         | 5         |           |           |           | 4         |           |           |           | 6         | 10        |
| Superprestige         | U23       | U23       | U23       | U23       | 8         | 12        | 4         | 5         |           |           | 4         | 7         |           | 4         | 4         | 9         | 11        |
| Trofee veldrijden     | 24        | U23       | U23       | U23       | 11        | 11        | 4         | 4         |           |           |           | 8         |           |           |           | 5         | 9         |
| UCI:s världsranking   | 196       | 43        | 86        | 94        | 10        | 13        | 5         | 6         | 3         | 1         | 3         | 4         | 1         | 3         | 3         | 15        | 15        |

U23 = Deltog i U23      X = Avhölls ej (ingen individuell slutställning i UCI World Cup 2004/2005–2007/2008)

## Meriter – mountainbike
| 2011 Belgisk mästare i cross country (XCO) 2012 Belgisk mästare i cross country (XCO) | 2013 7:a i cross country (XCO) vid Belgiska mästerskapen 2017 3:a i cross country (XCO) vid Belgiska mästerskapen |

## Meriter – landsväg

### Junior
2002
3:a i linjelopp vid Belgiska juniormästerskapen

### Elit
| 2007 Vinnare av etapp 1 i Volta Continental a Lleida 2008 Vinnare av etapp 2 i Volta Continental a Lleida 8:a i linjelopp vid Belgiska mästerskapen 2009 9:a i linjelopp vid Belgiska mästerskapen | 2010 Vinnare av etapp 4 i Tour de Serbie Vinnare av etapp 2 i Flèche du Sud 2018 5:a i Dwars door de Vlaamse Ardennen |